# Perdu.com
Perdu.com est un site web consistant en un détournement facétieux du concept du « vous êtes ici ». Appartenant à Gilles Boccon-Gibod, il est hébergé dans la ville californienne de Los Altos.
Bien que son nom de domaine ait été enregistré auprès de l'ICANN le 18 juin 1996, le contenu tel qu'il est connu actuellement date lui de 1998.

## Description
Perdu.com est constitué d'une unique page web qui indique par un astérisque l'emplacement où l'internaute se trouve sur Internet sous la forme :
```
Perdu sur l'Internet ?
Pas de panique, on va vous aider
    * <----- vous êtes ici
```

Le code HTML de la page est extrêmement simple, se limitant à une ligne de 203 caractères :
```
<
html
><
head
><
title
>
Vous Etes Perdu ?
</
title
></
head
><
body
><
h1
>
Perdu sur l'Internet ?
</
h1
><
h2
>
Pas de panique, on va vous aider
</
h2
><
strong
><
pre
>
    * 
<
-----
 
vous
 
&
ecirc
;
tes
 
ici
</
pre
></
strong
></
body
></
html
>

```

D'autres sites jouent sur le même humour, comme le très similaire perdus.com (au pluriel).

## Nombre de visiteurs et présence sur le web
Il est répertorié dans le DMOZ (Directory Mozilla, anciennement maintenu par l'Open Directory Project et repris sur curlie.org), un important annuaire web avant sa fermeture en mars 2017, dans la catégorie « humour absurde », avec la description « Le point concret sur une situation très problématique ».
L'auteur du site, Gilles Boccon-Gibod, affirme en 2016 qu'il reçoit un à deux millions de visites par jour ; selon l'auteur d'un article de Rue89, ce nombre serait « comparable par exemple à celui de la page d'accueil en français de Wikipédia ».